# Pseudochazara xerxes
Pseudochazara xerxes är en fjärilsart som beskrevs av Gross 1978. Pseudochazara xerxes ingår i släktet Pseudochazara och familjen praktfjärilar. Inga underarter finns listade i Catalogue of Life.